# Arrigo Giacomo Camosso
Arrigo Giacomo Camosso, che spesso ha usato lo pseudonimo Arrigo (Caluso, 11 luglio 1908 – Torino, 21 gennaio 1987), è stato un paroliere italiano.

## Biografia
Sì dedica all'attività di paroliere a partire dagli anni '20 dopo essersi trasferito a Torino.
Uno dei suoi maggiori successi è Nel bazar di Zanzibar, su musica di Giuseppe Chiri, incisa nel 1939 da Silvana Fioresi con il Trio Lescano.
Continua l'attività anche nel dopoguerra.
Partecipa al primo Festival di Sanremo, e la sua Sorrentinella, su musica di Saverio Seracini, incisa dal Duo Fasano, pur essendo eliminata entra ugualmente nella storia del Festival in quanto è la prima canzone cantata al Festival di Sanremo.
Continua l'attività anche negli anni successivi, partecipando nel 1958 al Festival della canzone piemontese con Totina, per poi ritirarsi a vita privata negli anni '60.
Altri suoi successi sono stati Rondinella senza nido, incisa tra gli altri da Carlo Buti, Rumba song e Chiesetta alpina (entrambe su musica di Rodolfo De Martino; la seconda, scritta nel 1940, è diventata un canto degli alpini), Cosa fai pescatore, In un vecchio romanzo, Torna a casa Maria e Tutti gli anni in aprile (queste ultime quattro su musica di Saverio Seracini).